# 短肢角猛水蚤
短肢角猛水蚤（学名：Cletocamptus feei）为短角猛水蚤科角猛水蚤属的动物。分布于蒙古以及中国大陆的青海等地，多栖息于不同类型的淡水水域及半咸水中。